# Sillon calcarin

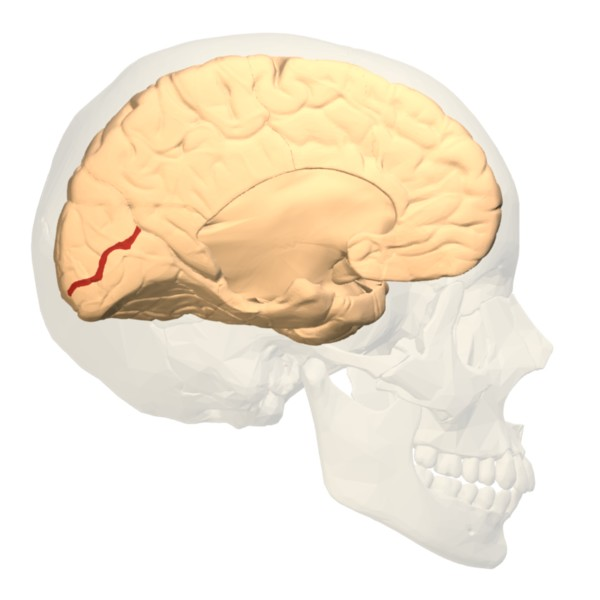
Emplacement du sillon calcarin (en rouge).

Le sillon calcarin (anciennement scissure calcarine) est un sillon de la face interne du lobe occipital du cortex.
C'est un sillon large et profond, d'environ 85 mm de longueur et de 16 mm de profondeur.
L'adjectif calcarin dérive du latin calcar « éperon » ou « ergot ».

## Anatomie
Le sillon calcarin commence près du pôle occipital par deux rameaux convergents et court vers le haut et vers l'avant jusqu'à un point situé légèrement au-dessous du splénium du corps calleux, où il est rejoint et interrompu à angle aigu par la partie médiale de la scissure pariéto-occipitale. La partie antérieure de la scissure calcarine donne naissance au renflement du calcar avis dans la corne postérieure du ventricule latéral.

## Fonction
Le cortex visuel primaire est enfoui à l'intérieur de la scissure calcarine, sur ses berges supérieures et inférieures. Les berges supérieures reçoivent les informations des quadrants inférieurs du champ visuel et inversement, les berges inférieures celles des quadrants supérieurs.
La vision centrale est située à la partie postérieure de la scissure calcarine et la vision périphérique à la partie antérieure. La quantité de cortex dévolue au traitement de l'information visuelle n'est pas proportionnelle à la surface de champ visuel correspondant. Une zone de cortex significativement plus étendue qu'ailleurs traite les informations en provenance de la fovea. Ce phénomène est connu sous le nom d'« agrandissement cortical ».
|              |                                                            |
| Face interne | Vue inféro-interne du cortex, d'après une pièce anatomique |